# 1997 aux États-Unis
Pour des articles plus généraux, voir Chronologie des États-Unis et 1997.
Chronologie des États-Unis
- 1993
- 1994
- 1995
- 1996
- 1997
- 1998
- 1999
- 2000
- 2001

Cette page concerne des événements d'actualité qui se sont produits durant l'année 1997 du calendrier grégorien aux États-Unis.

## Gouvernement
- Président : Bill Clinton
- Vice-président : Al Gore
- Secrétaire d'État : Warren Christopher jusqu'au 20 janvier, puis Madeleine Albright
- Chambre des représentants - Président : Newt Gingrich (Parti républicain)

## Événements
- 8 janvier : Ramzi Yousef, cerveau de l'attentat de 1993 contre le World Trade Center, est condamné à la prison à vie.
- 20 janvier : lors de son second discours d’investiture, Bill Clinton prône « une nouvelle gouvernance pour un nouveau siècle ».
- 9 mars : meurtre du rappeur The Notorious B.I.G..
- Avril : crue de la Rivière Rouge du Nord.
- 2 juin : condamnation à mort de Timothy McVeigh, auteur de l'attentat d'Oklahoma City.
- 1er juillet : fusion Boeing-MacDonnell Douglas.
- 30 juillet : le Dow Jones à 8 255 points.
- 5 août : promulgation de la loi fiscale Balanced Budget Act par le président. 
  - Le Taxpayer Relief Act, compris dans la loi, inaugure un allègement fiscal de 80 milliards de dollars sur 4 ans, baisse de l'impôt sur le capital (de 28 à 20 %), relèvement à 1 million de dollars du plafond de l'impôt sur les successions, nouveaux crédits d'impôts pour les familles avec enfant et pour l'éducation, déduction fiscale sur les intérêts d'emprunts. Hausse des droits d'accise sur les transports, les cigarettes, majoration de la surtaxe (qui passe à 6,2 %) sur les salaires pour financer l'assurance chômage.
  - Nouvelles coupes dans les dépenses fédérales avec retour à l'équilibre prévu en 2002. Restrictions des dépenses militaires de 90 milliards de dollars. Coupes de 130 milliards de dollars dans les programmes Medicare et Medicaid. Allocation de 24 milliards de dollars pour étendre l'accès aux soins à certains enfants non assurés. Création d'un fonds de 3 milliards de dollars pour aider les chômeurs de longue durée à retrouver un emploi.
  - Le plafonnement des dépenses fédérales est reconduit jusqu'en 2002.
  - Instauration de sévères limites budgétaires pour les dépenses discrétionnaires (défense, intérieur, justice...).
  - Réduction du déficit de 1,7 % du PIB.
- 6 août : Microsoft entre dans le capital d'Apple.
- En août, victoire des grévistes d'UPS.
- 9-17 septembre : ouragan Linda dans le Pacifique nord-est
- 21-28 octobre : début des krachs à Hong Kong, Wall Street et en Amérique latine.
- 27 octobre : mini-krach. Le Dow Jones perd 554 points.
- 28 octobre-2 novembre : visite de Jiang Zemin aux États-Unis.
- 29 octobre : les États-Unis décident qu'ils pourront exporter de la technologie nucléaire vers la Chine.

## Économie et société
- Faible inflation aux États-Unis.
- Bonne santé de l’économie des États-Unis. Le PNB croît de près de 4 % par an en 1997-1999. L’inflation paraît maîtrisée grâce à l’habile gestion de la masse monétaire et des taux d’intérêts par le Federal Reserve System, sous la direction d’Alan Greenspan. Le chômage descend à 4 % à la fin du siècle. Le progrès technologique avance dans les branches de l’information et de la communication. La productivité recommence à augmenter. Le budget fédéral, après avoir battu des records de déficit sous Reagan et Bush, accumule les surplus. Le seul point noir est le déficit de la balance commerciale. Le poids de la consommation des ménages dans le revenu national peut paraître trop élevé, car l’épargne nationale nette est tombée à des niveaux très bas, d’où un recours excessif à l’endettement.
- Réduction très rapide du déficit budgétaire qui ne représente plus que 0,5 % du PIB.
- Le déficit commercial atteint 100 milliards de dollars
- Politique antidrogue : 25 % des prisonniers aux États-Unis sont détenus pour activité liée aux stupéfiants.

## Culture

### Cinéma

#### Films américains sortis en 1997
- Titanic de James Cameron

#### Autres films sortis aux États-Unis en 1997
- x

#### Oscars
- Meilleur film :
- Meilleur réalisateur :
- Meilleur acteur :
- Meilleure actrice :
- Meilleur film documentaire :
- Meilleure musique de film :
- Meilleur film en langue étrangère :

## Naissances en 1997
- 8 janvier : Jack Andraka, collégien.
- 24 janvier : Jonah Bobo, acteur.
- 10 février : Chloë Moretz, actrice.
- 25 février : Isabelle Fuhrman, actrice.
- 17 mars : Katie Ledecky, nageuse.
- 9 mai : Zane Huett, acteur.
- 18 juin : Max Records, acteur.
- 21 juin : Rebecca Black, chanteuse.
- 13 juillet : Leo Howard, acteur.
- 5 août : 
  - Adam Irigoyen, acteur.
  - Olivia Holt, actrice et chanteuse.
- 10 août : Kylie Jenner, personnalité de télé-réalité.
- 16 août : Greyson Chance, chanteur, compositeur et musicien.
- 8 octobre : Bella Thorne, actrice, mannequin, danseuse et chanteuse.
- 31 octobre : Sydney Park, actrice.
- 13 novembre : Les frères acteurs jumeaux Brent et Shane Kinsman.
- 15 novembre : Leelah Alcorn, personnalité transgenre (décédé en 2014)

## Décès en 1997
- 1er janvier : Townes Van Zandt, chanteur de musique country. (° 7 mars 1944)
- 17 janvier : Clyde William Tombaugh, astronome. (° 4 février 1906)
- 18 janvier : Diana Lewis, actrice. (° 18 septembre 1919).
- 21 janvier : Colonel Parker, manager de stars, notamment Elvis Presley. (° 26 juin 1909)
- 11 février : Don Porter, acteur. (° 24 septembre 1912).
- 9 mars : The Notorious B.I.G. (Christopher Wallace ), rappeur américain. (° 21 mai 1972)
- 18 septembre : Jimmy Witherspoon, chanteur de blues. (° 8 août 1920)
- 31 décembre : Floyd Cramer, pianiste de musique country. (° 27 octobre 1933)